# Jacques van der Meulen
Jacques Caspar Henricus van der Meulen (Eindhoven, 20 juni 1929 – 2017) was een Nederlands chirurg. Hij was hoogleraar plastische en reconstructieve chirurgie aan de Erasmus Universiteit Rotterdam en gaf tot 1994 leiding aan de opleidingsafdeling van het Dijkzigtziekenhuis in Rotterdam, later het Erasmus MC. Van der Meulen werd gezien als een pionier binnen zijn vakgebied. Onder zijn leiding werden in Rotterdam nieuwe operatietechnieken ontwikkeld die nationaal en internationaal waardering en navolging kregen. Van der Meulen was daarnaast de motor achter een plastisch chirurgisch project in Medan (Indonesië) waarbij 2500 patiëntjes pro Deo werden geopereerd door Rotterdamse plastisch chirurgen en realiseerde de samenwerking tussen het Erasmus MC en de Universiteit van Medan. Na zijn emeritaat in 1994 publiceerde Van der Meulen zijn memoires in “Helend Handwerk, herinneringen van een Rotterdamse chirurg”.

## Biografie
Jacques van der Meulen werd op 20 juni 1929 geboren in Eindhoven, als tweede in een gezin van tien kinderen. Hij groeide op in Eindhoven, voltooide zijn studie geneeskunde in Leiden en was werkzaam in Den Haag en Rotterdam. Hij trouwde op 30 mei 1959 met Dorothea Emma Jacoba Lagers. Het echtpaar kreeg drie dochters.

## Opleiding
Van der Meulen studeerde van 1947 tot 1955 geneeskunde aan de Rijksuniversiteit Leiden en volgende een opleiding algemene heelkunde in het Ziekenhuis Zuidwal in Den Haag van 1956 tot 1961. Ten slotte werd hij opgeleid tot plastisch chirurg in het Dijkzigtziekenhuis (het latere Erasmus MC) in Rotterdam. Hij voltooide die opleiding in 1964.

## Werkervaring
Van der Meulen werkte vanaf de start van zijn opleiding tot plastisch chirurg in 1961 tot zijn emeritaat in 1994 in het academisch ziekenhuis in Rotterdam. Op 19 juni 1974 werd hij door de Erasmus Universiteit (EUR) benoemd tot lector in de plastische chirurgie en met name de chirurgie van de hand. De titel van zijn inaugurale rede luidde: “De gezonde hand en de gewonde hand”.
Op 6 juli 1964 promoveerde Van der Meulen op het proefschrift “Hypospadias". In 1979 werd Van der Meulen benoemd tot bijzonder hoogleraar en in 1984 tot gewoon hoogleraar plastische en reconstructieve chirurgie aan de Erasmus Universiteit Rotterdam.
Binnen zijn vakgebied ging zijn speciale aandacht uit naar uro-genitale afwijkingen, naar de hand, naar classificatie en operatietechnieken van aangeboren craniofaciale aandoeningen en naar de oogkas en ooglidchirurgie. Van der Meulen ontwikkelde verschillende nieuwe operatietechnieken. Zo wordt de van der Meulen-methode nog altijd toegepast in de behandeling van hypospadie.
Naast een operatieprogramma in het Dijkzigtziekenhuis/EMC opereerde Van der Meulen wekelijks in het Franciscus Gasthuis, het Sophia Kinderziekenhuis en het Oogziekenhuis in Rotterdam.
Van der Meulen was met zijn staf opleider van ruim 30 plastisch chirurgen en promotor bij acht en copromotor bij drie promoties in zijn vakgebied. Ook deden studenten geneeskunde onderzoek op zijn afdeling en waren coassistenten welkom.

## Nevenfuncties
Van der Meulen was voorzitter van het Collegium Chirurgicum Neerlandicum, de Nederlandse Vereniging voor Plastische Chirurgie, de Nederlandse Vereniging tot Bevordering der Chirurgische Wetenschappen en de Nederlandse Vereniging voor Handchirurgie. Hij was president van ICPRS (International Confederation for Plastic and Reconstructive Surgery), de European Society for Craniofacial Surgery, de European Association of Plastic Surgeons en de European Board of Plastic, Reconstructive and Aesthetic Surgery. Daarnaast  was Van der Meulen oprichter en bestuurslid van het Nederlands Gezelschap voor Handchirurgie. Hij was lid van achttien en erelid van tien nationale en internationale wetenschappelijke verenigingen. In 1993 kende het Royal College of Surgeons of England aan Van der Meulen het honorary fellowship toe.

## Wetenschappelijke nalatenschap

### Publicaties
In de periode 1964 – 2010 publiceerde hij achtennegentig wetenschappelijke artikelen en editorials in gerenommeerde internationale en nationale vaktijdschriften zoals de British Journal of Plastic Surgery, de American Journal of Plastic and Reconstructive Surgery, Annals of Plastic Surgery en Medisch Contact.
Samen met internationale collega’s schreef Van der Meulen drie tekstboeken over verschillende aspecten van zijn vakgebied.

## Congressen en symposia
Van der Meulen was een veelgevraagde spreker op internationale congressen over tal van onderwerpen binnen zijn vakgebied.
Zelf organiseerde hij met de afdeling plastische en reconstructieve chirurgie van het Erasmus MC vanaf 1966 diverse nationale en internationale wetenschappelijke congressen. Een sinds 1984 jaarlijks terugkerende activiteit is de Esser Course, genoemd naar Johannes Esser (1877-1946), een van de pioniers in de plastische en reconstructieve chirurg en een inspirator voor Van der Meulen.  

## Werkbezoeken en internationale samenwerking
Van der Meulen werd wereldwijd uitgenodigd als gastoperateur. Hij voerde met plaatselijke collega's tijdens diverse werkbezoeken onder andere operaties uit in Israël, Suriname, Nepal en India.
Vanaf 1974 werkte Van der Meulen tweejaarlijks op de Nederlandse Antillen. Aan deze werkbezoeken kwam in 1989 een einde door de aanstelling op Curaçao en Aruba van een plastisch chirurg die door Van der Meulen in Rotterdam werd opgeleid.
In 1990 was Van der Meulen initiatiefnemer van een plastisch chirurgisch project in Noord-Sumatra dat later leidde tot een samenwerkingsverband tussen de Universiteit van Medan en de Erasmus Universiteit Rotterdam. Van der Meulen werd hiervoor benaderd door Zuster Jeanette van Paassen. Zij gaf leiding aan het revalidatiecentrum Harapan Jaya in Pematang Siantar en nodigde hem uit voor een werkbezoek. Zr. van Paassen vroeg hem tientallen patiënten  met invaliderende brandwondenlittekens en aangeboren afwijkingen als lip- en gehemeltespleten die het centrum dagelijks bezochten te opereren.Doel: hen een kans geven op een menswaardig leven. Er volgde een serie werkbezoeken waarbij ongeveer 2500 patiënten pro Deo werden geopereerd. Plastisch chirurgen van het Erasmus MC hebben het operatieprogramma voortgezet.
Ook na zijn pensionering bleef Van der Meulen grote betrokkenheid voelen bij de derde wereld. Dat resulteerde in de oprichting van de stichting World Wide Surgery WWS, een databank van artsen om de zorg in ontwikkelingslanden te verbeteren en werkbezoeken en teamuitzendingen  beter te coördineren.
Van der Meulen was zijdelings betrokken bij de oprichting van de Lionheart Foundation, onderdeel van World Wide Surgery en de realisatie van een ziekenhuis in Sierra Leone.
- Gemeinsame Normdatei: 1146733542
- International Standard Name Identifier: 0000 0003 9021 8099
- Library of Congress Control Number: n2013187651
- Nederlandse Thesaurus van Auteursnamen: 070577323
- LIBRIS: 200633
- Virtual International Authority File: 283799100